# باروگ
باروگ (به انگلیسی: Barog) یک منطقهٔ مسکونی در هند است که در سولان (هیماچال پرادش) واقع شده‌است. باروگ ۱٬۵۰۰ نفر جمعیت دارد و ۱٬۸۶۰ متر بالاتر از سطح دریا واقع شده‌است.